# Сукре (штат)

Муніципальний поділ штату Сукре

Сукре (ісп. Sucre) — штат на півночі Венесуели.
Площа — 11 800 км². Населення 916 600 жителів (2007).
Адміністративний центр штату — місто Кумана.